# Comma Press
Comma Press è una casa editrice britannica fondata nel 2002 a Manchester da Ra Page, un ex redattore della rivista City Life di Manchester. Si occupa principalmente di pubblicare antologie di racconti e di singoli autori in formato tascabile o in eBook.

## Autori
Autori inglesi
- Adam Marek
- David Constantine
- Jane Rogers
- Rob Shearman
- Sean O'Brien
- Zoe Lambert

Autori stranieri
- Ágúst Borgþór Sverrisson (Islandese)
- Emil Hakl (Ceco)
- Empar Moliner (Catalano)
- Gyrðir Elíasson (Islandese)
- Hassan Blasim (Iracheno)
- Maike Wetzel (Tedesco)
- Mirja Unge (Svedese)
- Nedim Gürsel (Turco)
- Paweł Huelle (Polacco)

## Antologie
Comma press ha pubblicato antologie di racconti, compreso la BBC National Short Story Award Anthology che include vincitori e finalisti dell'annuale BBC National Short Story Award.

## Lista completa dei titoli pubblicati
- Amuse-Bouche - Arnon Grunberg
- Cold Sea Stories - Pawel Huelle, trans. Antonia Lloyd Jones
- Hitting Trees with Sticks - Jane Rogers
- I Love You When I'm Drunk - Empar Moliner
- Instruction Manual for Swallowing - Adam Marek
- It was Just, Yesterday - Mirja Unge
- Long Days - Maike Wetzel
- The Madman of Freedom Square - Hassan Blasim
- Moss Witch - Sara Maitland
- On Flying Objects - Emil Hakl
- The Last Tram - Nedim Gursel
- The Iraqi Christ - Hassan Blasim
- The Shieling - David Constantine
- The Silence Room - Sean O'Brien
- The Stone Thrower - Adam Marek
- Stone Tree - Gyrdir Eliasson
- Tea at the Midland - David Constantine
- Tiny Deaths - Robert Shearman
- Twice in a Lifetime - Ágúst Borgþór Sverrisson
- Under the Dam - David Constantine
- The War Tour - Zoe Lambert
- You Have 24 Hours to Love Us - Guy Ware

BBC Short Story Awards
- The BBC National Short Story Award 2010 - con la prefazione di James Naughtie
- The BBC National Short Story Award 2011 - con la prefazione di Sue MacGregor
- The BBC International Short Story Award 2012 - introdotto da Clive Anderson
- The BBC National Short Story Award 2013 - con la prefazione di Mariella Frostrup

Science Fiction
- Moss Witch - Sara Maitland
- Litmus - ed. Ra Page
- Bio-Punk: Stories from the Far Side of Research
- Lemistry - Stanislaw Lem, con ed.s Magda Raczynska e Ra Page
- When It Changed - Ed. Geoff Ryman

Horror
- The New Uncanny - ed. Sarah Eyre & Ra Page
- Phobic: Modern Horror Stories - ed. Andy Murray

Crime
- ID: Crimes of Identity - Martin Edwards (ed)
- MO: Crimes of Practice - Martin Edwards (ed)

Fiction tradotta dall'Europa
- Cold Sea Stories - Pawel Huelle, trans. Antonia Lloyd Jones
- ReBerth : Stories from Cities on the Edge - Jim Hinks (ed)
- Elsewhere: Stories from Small Town Europe - Maria Crossan (ed)
- The Book of Istanbul - Edited by Jim Hinks & Gul Turner
- Amuse-Bouche - Arnon Grunberg

Fiction tradotta dal Medio-Oriente
- The Book of Istanbul - edito da Jim Hinks & Gul Turner
- The Madman of Freedom Square - Hassan Blasim
- The Iraqi Christ - Hassan Blasim

Reading the City (Scoprendo la città)
- The Book of Istanbul - Edited by Jim Hinks & Gul Turner
- The Book of Leeds - Tom Palmer & Maria Crossan (ed)
- The Book of Liverpool - Maria Crossan & Eleanor Rees (ed.s)

'Comma Press antologie
- Brace - Jim Hinks (ed)
- Bracket - Ra Page (ed)
- Comma - Ra Page (ed)
- Decapolis: Tales from Ten cities - Maria Crossan (ed)
- Ellipsis 1 - Sean O'Brien, Jean Sprackland & Tim Cooke
- Ellipsis 2 - Jane Rogers, Polly Clark & Zoe Lambert
- Elsewhere: Stories from Small Town Europe - Maria Crossan (ed)
- Hyphen - Ra Page (ed)
- Madinah - ed. Joumana Haddad
- Parenthesis - Ra Page (ed)
- ReBerth : Stories from Cities on the Edge - Jim Hinks (ed)
- Shi Cheng - Short Stories from Urban China
- When It Changed - Ed. Geoff Ryman

Saggistica
- Morphologies - Ra Page (ed)
- Comma Classics - Various

Poesia
- Bad Leg - Ed Barton
- Dangerous Driving - Chris Woods
- Dr Graham's Celestial Bed - Gaia Holmes
- Lifting The Piano With One Hand - Gaia Holmes
- Mollusc - Helen Clare
- Pray For Us Sinners - Joolz Denby
- Planet Box - Diana Syder & Laura Daly

Romanzi
- Home is Where - Heather Beck
- Ditch-Crawl - John Latham
- While There is Light - Tariq Mehmood

Opuscoli
- Leeds Stories 1 - Isaac Shaffer (ed)
- Leeds Stories 2 - Isaac Shaffer (ed)
- Liverpool Stories 1 - Tane Vayu (ed)
- Manchester Stories 1 - Ra Page (ed)
- Manchester Stories 2 - Ra Page (ed)
- Manchester Stories 3 - Ra Page (ed)
- Manchester Stories 4 - Ra Page (ed)
- Manchester Stories 5 - Ra Page (ed)
- Manchester Stories 6 - Jon Atkin (ed)
- Manchester Stories 7 - Emma Unsworth (ed)
- September Stories - with Prospect Magazine
- Newcastle Stories 1 - Angela Readman (ed)
- September Stories - Ra Page (ed)